# Pueblorrico
Pueblorrico es un municipio de Colombia, localizado en la subregión Suroeste del departamento de Antioquia. Limita por el norte con los municipios de Salgar y Tarso, por el este con el municipio de Jericó, por el sur con el municipio de Andes y por el oeste con los municipios de Ciudad Bolívar e Hispania.

## Historia
En 1540, un teniente español de la tropa conquistadora del Mariscal Jorge Robledo fue encomendado con la meta de explorar partiendo de la ciudad de Arma hacia el norte, los territorios a la vera del río Cauca. Esta avanzada exploró una gran extensión del territorio hoy conocido como Suroeste de Antioquia, dentro de la cual estaban los terrenos del hoy Pueblorrico.
En 1825 un grupo de colonos provenientes de la ciudad de Medellín encabezados por don Gabriel Echeverri, al conocer este territorio le ofrecieron al gobierno la compra de vastas tierras en esta jurisdicción y lograron la negociación. Posteriormente, otro colono de nombre Santiago Santamaría heredaría los terrenos.
Alrededor de 1869 la localidad adquirió la categoría de corregimiento y posteriormente, en 1907 la de parroquia. 
En 1911 se segrega del municipio de Jericó y adquiere la categoría de fracción municipal. Pese a que al distrito se le intentó llamar de otra manera, el denominativo de Pueblorrico persistió por generaciones, al parecer como consecuencia de que los primeros españoles conquistadores que pisaron las tierras hallaron indígenas con considerables cantidades de oro y lo bautizaron de tal modo.
Posee hermosos paisajes, algunas quebradas de gran belleza y cuenta con acceso a una reserva natural.

## Generalidades
- Descubridores: Tropas Españolas de Jorge Robledo.
- Fundación: 3 de octubre de 1866.
- Erección en municipio: 16 de marzo de 1911.
- Fundadores: Colonos.
- Apelativo: Municipio Dulce y Remanso de Paz del Suroeste Antioqueño.

Está comunicado por carretera con los municipios de Andes, Ciudad Bolívar, Hispania, Jericó, Salgar y Tarso.

### Veredas
El municipio tiene 22 veredas las cuales son: Barcino, California, Cascabelito, Castalia, Corinto A, Corinto B, El Cedrón, Hoyo Grande, La Berrío, La Envidia, La Gómez, La Pica, La Unión, Lourdes, Morrón, Mulatico, Mulato, Patudal, San Francisco, Santa Bárbara, Sevilla, Sinaí.

## Demografía
Población Total: 8 664 hab. (2018)
- Población Urbana: 4 450.
- Población Rural: 4 214.

Alfabetismo: 83,5%. (2005)
- Zona urbana: 87,4%.
- Zona rural: 79,6%.

### Etnografía
Según las cifras presentadas por el DANE del censo 2005, la composición etnográfica del municipio es: 
- Mestizos y blancos. (91,9%)
- Negros. (6,6%)
- Indígena. (1,5%)

## Economía
- Agricultura: café, plátano, yuca, panela, maíz y fríjol.
- Ganadería: vacuna, porcina y equina.
- Comercio: El cual incluye comercialización de productos del sector primario, secundario y del sector servicios.

## Fiestas
- Fiestas del Trapiche y el Café, primer puente de junio.
- Feria del “Día del Campesino”.
- Fiestas del hogar juvenil / noviembre campesino.

## Sitios de interés y turismo

### Destinos ecológicos y naturales
- Cascada El Salto De Los Monos: a 15 minutos del pueblo sobre la vía pavimentada que conecta con el municipio vecino de Tarso, cerca de la capilla de la vereda El Cedrón, cuenta con una imponente caída de 80 metros de altura.
- Colina De La Pirámide: Es un lugar cercano a la cabecera municipal para reencontrarse con la naturaleza y llenarse de energía, ideal para hacer un pícnic, debe su nombre a una edificación que se encuentra allí que fue construida de forma piramidal.
- Petroglifo Indígena Del Valle Del Cedrón: Localizado en la vereda El Cedrón, es un diseño simbólico grabado en roca, realizado por pueblos indígenas en tiempos ancestrales desgastando su capa superficial, es el único que se ha logrado identificar en todo el territorio del municipio.
- Reserva Ecológica La Trocha: Bosque de niebla, dónde hay gran diversidad de flora y fauna, lugar dónde se puede practicar avistamiento de aves y senderismo con rutas de múltiple exigencia.

### Lugares Religiosos Y De Peregrinación
- Cerro El Gólgota: Cerró tutelar del municipio, lugar de peregrinación desde su cima se tiene visibilidad de un 60% del Suroeste cercano, está ubicado a 50 minutos de la cabecera.
- Cerro Cristo Rey: Lugar apropiado para el turismo lento, desde allí se divisa toda la cabecera municipal, cuenta con un monumento en honor a Cristo Rey.
- El Asomadero: Punto de peregrinación, cuenta con un monumento que rinde homenaje a la Virgen Del Carmen, patrona de los conductores en Colombia y Venezuela, y que de hecho es una de las advocaciones de mayor devoción entre los Pueblorriqueños.
- Iglesia Parroquial De San Antonio de Padua: Inició su construcción en 1931 y finalizó en 1965, posee tres naves, sobre la central se encuentran la torre y el campanario.

### Sitios Urbanos E Históricos De Interés
- Casa De La Cultura Joaquín López Gaviria: Lleva el nombre del fundador del municipio. Referente cultural y artístico del municipio, allí tienen sus sedes las diferentes escuelas de artes del municipio.
- Mural De Barranquismo "100 Años Pueblorrico": Mural tallado en barranca que representa a los diferentes factores económicos del municipio, personalidades y sitios turísticos, realizado por el artista Pueblorriqueño William Peláez Agudelo para la conmemoración de los 100 años de vida que cumplió Pueblorrico desde su erección como municipio en 1911.
- Museo Histórico Y Biblioteca Municipal: Por medio de sus piezas antiguas y clásicas narra la historia, cultura y tradición Pueblorriqueña. La Biblioteca Municipal cuenta con gran cantidad de libros históricos y educativos al servicio de la comunidad. El museo pertenece a la red de Museos de Antioquia.
- Parque Principal Simón Bolívar: Un parque que le da una cara totalmente renovada al municipio, con aires de modernidad, pero sin dejar a un lado su tradición, cuenta con una estatua en homenaje “Al Arriero”.
- Unidad Deportiva Jairo Alberto Gallego: Centro recreativo y deportivo. Cuenta con cancha de microfútbol, coliseo cubierto, estadio de fútbol, gimnasio al aire libre, parque infantil, piscina infantil y piscina semiolímpica.

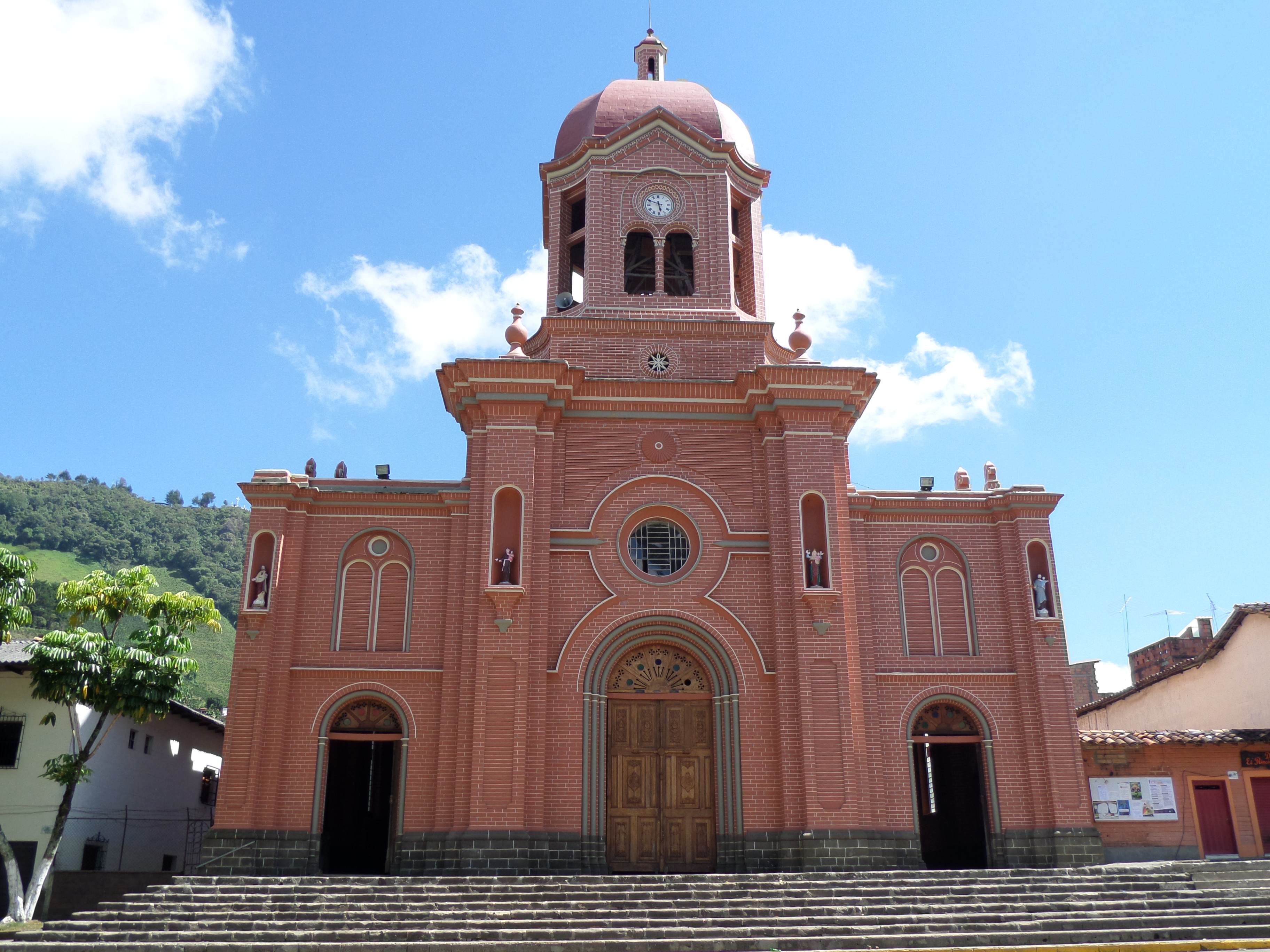
Iglesia San Antonio de Padua